# VGA Planets
VGA Planets est un jeu vidéo 4X de stratégie au tour par tour développé par Tim Wisseman et diffusé sous forme de shareware, sorti en 1991 sur PC (DOS, Linux).

## Accueil
Computer Gaming World : 4/5 (ver. 3.0)